# Kobrat
Kobrat (of voluit Kobra-Basket Lapua) is een Finse basketbalclub uit Lapua opgericht in 1989.

## Geschiedenis
De club werd in 1989 opgericht als Lapuan Koripojat en speelde onder die naam tot in 2000 toen ze veranderde naar Korikobrat. Ze namen in 1989 de plaats en spelers over van Lapuan Virkiä in Divisie II. In 2003 bereikte ze Divisie I voor de eerste keer. Ze bereikte de eerste klasse voor het eerst in het seizoen 2012/13. Sindsdien speelt de club op het hoogste niveau. In het seizoen 2016/17 bereikte de club haar beste resultaat met een vijfde plaats in de competitie.

## Coaches
| Jaar      | Coach             |
| --------- | ----------------- |
| -2013     | Nenad Stefanović  |
| 2013      | Terence Stansbury |
| 2013-2014 | Derrick Crayton   |
| 2014-2015 | Nenad Stefanović  |
| 2015-2016 | Derrick Crayton   |
| 2016-2017 | Damion Dantzler   |
| 2017-2018 | Ville Turja       |
| 2018-2019 | Lars Ekström      |
| 2019      | Ville Turja       |
| 2019      | Nenad Stefanović  |
| 2019-     | Ville Turja       |

## Bekende oudspelers
| - Eric Adams - Nate Grimes - David Nichols - Kyle Fogg - Javion Ogunyemi | - B.J. Raymond |